# 기계적 환기
기계적 환기(mechanical ventilation) 또는 기계환기(機械換氣)는 자발적인 호흡을 보조하거나 대체하기 위해 기계적 수단이 사용되는 인공환기이다. 인공호흡기라고 하는 기계를 이용하거나, 백 밸브 마스크 등의 장비를 직접 짜내어 호흡을 수동으로 보조할 수 있다. 기계환기는 침습적 또는 비침습적일 수 있다. 침습적인 기계환기는 기관내삽관을 통하여 기관 내 튜브와 같은 장비를 삽입하거나, 피부를 통해 절개하는 기관절개술 같이 기도를 통해 인공적인 기구가 삽입되는 경우를 뜻한다. 안면 마스크 또는 코 마스크는 의식이 있는 환자에서 비침습적 기계환기에 사용될 수 있다. 침습적인 지 여부에 상관 없이 인공호흡기와 수동 기계환기를 모두 이용할 수 있다.
기계환기의 방식은 양압환기와 음압환기의 두 가지로 크게 나눌 수 있다. 양압환기는 환자가 호흡하는 기체가 외부에서 압력을 가하여 기도를 지나 폐로 들어가도록 하는 앙식이다. 음압환기는 흉강의 움직임을 조절하여 호흡 기체가 폐로 들어가도록 하는 방식을 뜻한다. 이 두 가지 주요 유형 외에도 많은 기계환기 양식이 있으며 기술이 지속적으로 발전함에 따라 수십 년 동안 다양한 방법이 개발되었다.

## 인공호흡기의 적응증
다음은 인공호흡기를 이용한 기계환기를 고려할 수 있는 임상적 상황들이다.
|                     | 단위     | 정상치   | 인공호흡적응 |
| 1. 호흡능           |          |          |              |
| 호흡수              | 회/분    | 12-20    | >35          |
| 폐활성용량          | ml/kg wt | 65-75    | <15          |
| 일초간 강제호출용량 | ml/kg wt | 50-60    | 10           |
| 흡입압              |          | 75-100   | 25           |
| 2. 산소 섭취능      |          |          |              |
| PaO2                | torr     | 100-75   | 75(마스크)   |
| AqDO2               | torr     | 25-65    | 450          |
| 3. 환기능           |          |          |              |
| PaCO2               | torr     | 35-45    | 55           |
| VD/VT               |          | 0.25-0.4 | 0.6          |

## 환기 공식
다음은 기계환기 시 고려할 수 있는 환기 공식들이다.
- Alveolar Ventilation -{\displaystyle {\dot {V}}_{A}=\ (V_{T}-V_{DSphys})\times f}
- Arterial PaCO2 -{\displaystyle PaCO_{2}={\frac {0.863\times {\dot {V}}_{CO_{2}}}{{\dot {V}}_{A}}}}
- Alveolar volume {\displaystyle V_{A}=V_{T}-V_{f}}
- Estimated physiologic shunt equation {\displaystyle {\frac {Q_{SP}}{Q_{T}}}={\frac {CcO_{2}-CaO_{2}}{5+(CcO_{2}-CaO_{2})}}}

## 참고 문헌
- Tobin, Martin J. (2012). 《Principles and Practice of Mechanical Ventilation》 3판. McGraw-Hill. ISBN 9780071736268.

## 같이 보기
- 인공호흡기
- 인공호흡
- 기계환기의 양식
- 평균 기도내압